# Островське ТВ
Островське ТВ (рос. Островское ЛО, Островский ИТЛ, Островлаг) — табірне відділення, що діяло в структурі управлінь промислового будівництва і виправно-трудових таборів СРСР.
Організоване 14.05.53 (перейменоване з ВТТ «ЕЛ»);
 закрите 23.07.56.

## Підпорядкування і дислокація
- ГУЛАГ МЮ з 14.05.53;
- ГУЛАГ МВС з 28.01.54;
- Главпромстрой з 03.02.55;
- ГУЛАГ МВС не пізніше 01.08.55

Дислокація: ст. Бородіно Західної залізниці (Московська область);

125-й км Мінського шосе, за 3 км від шосе

## Виконувані роботи
- будівництво «геологорозвідувальної експедиції» — гірські роботи, промислове й культурно-побутове будівництво,
- подовження залізничної гілки, реконструкція бетонного заводу,
- обслуговування Будівництва 714 Головпромбуду (центральна база зберігання ядерної зброї),
- будівництво промислових споруд та об'єкта 402,
- обслуговування бетонного заводу.

## Чисельність з/к
- 01.06.53 — 1775,
- 01.01.54 — 2104,
- 01.01.55 — 3234,
- 01.01.56 — 2877;
- 26.12.54 — 3003;
- 02.08.56 — 1857